# Parti du peuple (Corée du Sud)
Pour les articles homonymes, voir Parti du peuple.
Le Parti du peuple (en hangeul : 국민의당 ; hanja : 國民의黨 ; RR : Gukmin-eui dang) est un ancien parti politique sud-coréen fondé en 2016.
Son dirigeant est Ahn Cheol-soo. Ce dernier, à la suite de résultats électoraux mitigés, décide de fonder réellement un nouveau parti à l'approche des élections législatives de 2016. La création est officialisée le 2 février 2016 sous le nom de Parti du peuple. 16 députés le suivent. Les sondages le créditent alors de 13 à 21 % des voix contre 20 à 27 % pour ses anciens partenaires démocrates du Parti Minju. Il en obtient finalement 26,7 % contre 33,5 % pour le Minju, mais n'obtient que 38 députés contre 123 pour son ancien parti.

## Résultats

### Élections législatives
| Année | Voix      | %     | Rang | Élus     |
| ----- | --------- | ----- | ---- | -------- |
| 2016  | 3 565 451 | 14,85 | 3e   | 84 / 300 |